# تشرين (منبج)
التشرين بلدة سوريّة تتبع إداريّاً لمحافظة حلب منطقة منبج ناحية مسكنة، بلغ تعداد سكانها 738 نسمة حسب التعداد السكاني لعام 2004.